# Puelia dewevrei
Puelia dewevrei là một loài thực vật có hoa trong họ Hòa thảo. Loài này được De Wild. & T.Durand miêu tả khoa học đầu tiên năm 1900.